# Bergshammar, Nyköpings kommun
Bergshammar är en tätort i Nyköpings kommun och kyrkort för Bergshammars socken cirka 5 km väster om Nyköping.

## Befolkningsutveckling
| Befolkningsutvecklingen i Bergshammar 1970–2020      | Befolkningsutvecklingen i Bergshammar 1970–2020 | Befolkningsutvecklingen i Bergshammar 1970–2020 | Befolkningsutvecklingen i Bergshammar 1970–2020 | Befolkningsutvecklingen i Bergshammar 1970–2020 |
| ---------------------------------------------------- | ----------------------------------------------- | ----------------------------------------------- | ----------------------------------------------- | ----------------------------------------------- |
|                                                      |                                                 |                                                 |                                                 |                                                 |
| År                                                   |                                                 |                                                 | Folkmängd                                       | Areal (ha)                                      |
| 1970                                                 | 1970                                            |                                                 | 402                                             |                                                 |
| 1975                                                 | 1975                                            |                                                 | 857                                             |                                                 |
| 1980                                                 | 1980                                            |                                                 | 813                                             |                                                 |
| 1990                                                 | 1990                                            |                                                 | 718                                             | 55                                              |
| 1995                                                 | 1995                                            |                                                 | 799                                             | 62                                              |
| 2000                                                 | 2000                                            |                                                 | 791                                             | 62                                              |
| 2005                                                 | 2005                                            |                                                 | 804                                             | 62                                              |
| 2010                                                 | 2010                                            |                                                 | 790                                             | 62                                              |
| 2015                                                 | 2015                                            |                                                 | 801                                             | 65                                              |
| 2020                                                 | 2020                                            |                                                 | 826                                             | 66                                              |
| Anm.: Ny tätort 1970. 2023 sammanväxt med Jagbacken. |                                                 |                                                 |                                                 |                                                 |

## Samhället
Här ligger Bergshammars kyrka. Orten är till största delen bostadsort med arbetspendling till Nyköping.